# ویزلسخت
ویتزِلْزوخت (آلمانی: Witzelsucht، از witzeln به معنی جوک گفتن و sucht به معنی اعتیاد) یا داءالضحک مجموعه‌ای از نشانه‌های نادر عصب‌شناختی است که به واسطه میل به گفتن جوک‌های نامناسب، داستان‌های نامربوط، و تجنیس در موقعیت‌های اجتماعی نامناسب شناخته می‌شود. یک نشانهٔ نادرتر آن بیش‌فعالی جنسی است. بیماران مبتلا به ویزلسخت نمی‌دانند که این رفتارها غیرطبیعی است و بنابراین به عکس‌العمل دیگران بی‌تفاوت هستند. این اختلال معمولاً در آسیب به لوب پیشانی دیده می‌شود.
به دلیل شباهت رفتار بیماران مبتلا به ویزلسخت به اطوار جوکر، رقیب اصلی بت‌من در کمیک‌بوک‌های ابرقهرمانی، این اختلال به نام نشانگان جوکر نیز شناخته می‌شود.